# Mackie Heilmann
Mackie Heilmann (* 29. Oktober 1978 in Heidelberg) ist eine deutsche Film- und Theaterschauspielerin.

## Leben
Nach ihrem Studium an der Schauspielschule Berlin-Charlottenburg sammelte Heilmann erste Bühnenerfahrung mit Chanson- und Rezitationsabenden am Berliner Theater Coupé. 2001 wirkte sie in der Doris-Dörrie-Inszenierung von Così fan tutte an der Staatsoper Unter den Linden mit und spielte im Theater auf Tour in zahlreichen Kinderstücken. Ab 2003 war sie am Staatstheater Darmstadt tätig. Ihre erste größere Fernsehrolle hatte sie in der Ki.Ka-Serie Schloss Einstein.
Ab 2006 war sie eine der drei Hauptdarstellerinnen der Sat.1-Comedy-Serie Weibsbilder. Seit 2012 spielt Heilmann die Rolle der Hexe Elsebö in der ZDF-Kinderserie Siebenstein.

## Filmografie
- 2003: Schloss Einstein, KiKA
- 2003: Hausmeister Krause, Sat.1
- 2006–2007: Weibsbilder, Sat.1
- 2006: Mensch Markus Spezial – Männer und Frauen, Sat.1
- 2006: Deutschland ist schön, Sat.1
- 2008: Der Mann auf der Brücke, ARD
- 2009: Wie erziehe ich meine Eltern, ARD
- 2010: Die Schule (2010), Sat.1
- 2011: SOKO Wismar, ZDF
- 2010: Undercover Love (Fernsehfilm, RTL)
- seit 2012: Siebenstein, ZDF
- 2012: Der Staatsanwalt, ZDF
- 2015: Nele in Berlin, ZDF
- 2020: Viele Kühe und ein schwarzes Schaf

## Theater
- 1999: Im Warenhaus, Theater Coupé Berlin
- 1999: Café Tucholsky, Theater Coupé Berlin
- 2000: Was immer noch zu sagen war, Theater Coupé Berlin
- 2001: Così fan tutte, Staatsoper Unter den Linden Berlin
- 2001: Victor oder Die Kinder an der Macht, Café Theater Schalotte Berlin
- 2001: Die kluge Närrin, Freilichtbühne an der Zitadelle Berlin-Spandau
- 2001–2003: Momo, Der Zauberer von Oz, Pippi Langstrumpf, Pippi in Taka-Tuka-Land, Urmel aus dem Eis, Peterchens Mondfahrt, Theater auf Tour
- 2003–2004: Sancta Susanna, Staatstheater Darmstadt
- 2005: Neue Menschen nach GenerationX, Theater Acud
- 2008: Boeing Boeing, Theater am Kurfürstendamm
- 2008: Drei plus eins gleich Halleluja, Komödie am Altstadtmarkt, Braunschweig
- 2009: Shoppen, Theater am Kurfürstendamm
- 2009: Kaltgestellt, Komödie am Altstadtmarkt, Braunschweig
- 2009: Boeing Boeing, Tournee durch Deutschland
- 2010: Boeing Boeing, Winterhuder Fährhaus, Hamburg
- 2010: Kaltgestellt, Neues Theater Hannover
- 2011: Shoppen, Theater am Kurfürstendamm Tournee D/A
- 2011–2012: Shoppen, Winterhuder Fährhaus
- 2012: Liebe, Leid und alle meine Kleider, Theater an der Kö
- 2019: Falsche Schlange, Tournee